# آپاستروف
آپاستروف ’ یا ' (به فرانسوی: apostrophe)، یک نماد در نشانه‌گذاری و گاه حرکت‌گذاری است که بیشتر در نوشتار لاتین به کار می‌رود و کاربردهای گوناگونی دارد. ریشهٔ واژهٔ «آپاستروف»، به زبان یونانی باستان برمی‌گردد.
آپاستروف، پریم و گونهٔ تکی نشانهٔ گفتاورد در زبان انگلیسی، فُرمی کمابیش همسان دارند ولی کارکرد آن‌ها یکسان نیست. نباید آن‌ها را به‌جای یکدیگر گرفت، به‌ویژه چون در بیشتر صفحه‌کلیدها، یک کلید برای درج هر سه نشانه به‌کار می‌رود که فشردن آن، نویسهٔ راست و ساده‌ای را نمایش می‌دهد که بیشتر مانند نماد پریم است. این نویسه را «آپاستروف ماشین تحریری» (به انگلیسی: typewriter apostrophe) می‌گویند.

## کاربردها
- در نگارش انگلیسی:
  - نشانه‌گذاری برای واژه‌های کوتاه‌شده (مانند «I'm here» به جای «I am here»)
  - نشانه‌گذاری برای مالکیت (مانند «Nima's pen»)
- در شماری از روش‌های لاتین‌نویسی عربی و فارسی:
  - نماد همخوان انسدادی چاکنایی (به‌جای الف و همزه)
  - نماد همخوان سایشی حلقی واکدار (به‌جای ع)
  - نشانه‌گذاری برای واژه‌های کوتاه‌شده در فارسی (مانند «man inja'm» به جای «man inja am») که در این صورت Ê برای نشان دادن ء و ع به کار می‌رود.[۲]
- در شماره‌نگاری:
  - نماد دقیقه (یک‌شصتم ساعت)
  - نماد دقیقهٔ قوسی